# Megalognatha metallica
Megalognatha metallica is een keversoort uit de familie bladkevers (Chrysomelidae). De wetenschappelijke naam van de soort werd in 1886 gepubliceerd door Martin Jacoby.